# Municipio de Hanover (condado de Northampton)
El municipio de Hanover  (en inglés: Hanover Township) es un municipio ubicado en el condado de Northampton en el estado estadounidense de Pensilvania. En el año 2000 tenía una población de 9.563 habitantes y una densidad poblacional de 547 personas por km².

## Geografía
El municipio de Hanover se encuentra ubicado en las coordenadas 40°41′00″N 75°22′59″O / 40.68333, -75.38306.

## Demografía
Según la Oficina del Censo en 2000 los ingresos medios por hogar en la localidad eran de $64,889 y los ingresos medios por familia eran $72,661. Los hombres tenían unos ingresos medios de $53,158 frente a los $33,569 para las mujeres. La renta per cápita para la localidad era de $29,370. Alrededor del 2,2% de la población estaban por debajo del umbral de pobreza.